# لجنة التوجيه الوطني
لجنة التوجيه الوطني، تشكلت في 4 تشرين ثاني (نوفمبر) 1978، بأعقاب حرب تشرين الأول عام 1973 وعقب البيان الأمريكي السوفييتي في عام 1977، الذي أضفى جواً تفاؤلياً على إمكانية حل الصراع العربي الإسرائيلي بالتوافق بين القطبين الأعظمين، فظهرت خلال تلك الفترة "الجبهة الوطنية الفلسطينية" في الأراضي المحتلة وتشكلت من ممثلين للجبهة الشعبية لتحرير فلسطين والديمقراطية لتحرير فلسطين ومن حركة فتح والشيوعيين وبعض الشخصيات المستقلة.

## تسميتها رسمياً
عقدت القيادات الفلسطينية مؤتمراً تحت اسم "مؤتمر القدس" في الاول من اكتوبر عام 1978 في مجمع النقابات المهنية، وفي اليوم الرابع من شهر نوفمبر ذات العام تشكلت لجنة تنفيذية من ستة رؤساء بلديات منتخبين وثلاثة من مجمع النقابات المهنية وممثلين من نقابات العمال والطلبة والجمعيات الخيرية والحركة النسائية إضافة الى ممثل من قطاع غزة وشخصيات وطنية اخرى، وتقرر بالمؤتمر ما يلي:
- رفض اتفاقات كامب ديفيد.
- رفض الحكم الذاتي في الأراضي المحتلة الذي اقترحه مناحيم بيغن.

على إثر المؤتمر عقدت مؤتمرات جماهيرية كان أولها في الرابع من اكتوبر عام 1978 في جامعة بيرزيت، ثم في جامعة بيت لحم في السادس عشر من اكتوبر، ثم في جامعة النجاح في مدينة نابلس في السابع من نوفمبر لذات العام، تم التخطيط لعقد مؤتمر رابع في غزة في العشرين من اكتوبر الإ أن رئيس بلدية غزة منع إقامته وهدد بإجراءات عنيفة ضد القادمين للمشاركة في غزة. ونددت المؤتمرات الجماهيرية بخطوة أنور السادات وأيدت قرارات مؤتمر القدس. وتمخضت اللجان التنفيذية عن تشكيل لجنة التوجيه الوطني مستفيدة من قانون كانت حكومة سليمان النابلسي في الاردن قد سنته في مطلع الخمسينيات وسمحت بموجبه بإنشاء لجان للتوجبه الوطني في المملكة الأردنية الهاشمية.

## سبب تشكيلها
لم يأتي تشكيل اللجنة من فراغ، إذ نشأت قبلها مؤسسات وجمعيات أخرى مثل الهيئة الإسلامية التي تأسست بموجب فتوى شرعية تنص على تولي المسلمين شؤونهم بأنفسهم في حال غياب الحاكم المسلم عن أرض الاسلام وترتب على تشكيل الهيئة منع اسرائيل من وضع يدها على المقدسات الاسلامية والمحاكم الشرعية. وكان للهيئة جناح سياسي سري تحت اسم لجنة التوجيه الوطني الاول تهتم بالنشاط السياسي وكان لها فروع في بعض محافظات الوطن.

## انشاؤها
تشكلت لجنة التوجيه الاولى عام 1967 من شخصيات وطنية غير أنها توقفت عن النشاط بعد إبعاد رئيسها وعدد من أعضائها خارج الأرض المحتلة. ونشأت في ذات الفترة جبهة المقاومة الشعبية وكان من أعظم أعضائها اليساريين وخاصة الشيوعيين وبعض الموالين للنظام الأردني ومن حركة القوميين العرب والبعثيين والحركة الإسلامية.
بعد اعقاب أحداث حرب تشرين الأول عام 1973 ظهرت لجنة التوجيه الوطني الثانية حيث تأملت منظمة التحرير بأن القدرة العربية كفيلة بوضع حد للإحتلال الإسرائيلي وجعل اسرائيل تنصاع لقرارات الأمم المتحدة المتعلقة بالصراع العربي الإسرائيلي بعامة والصراع الفلسطيني الإسرائيلي خاصة.

## الإنقلاب الكبير
في العام 1977 وقع الإنقلاب الكبير في إسرائيل باستلام حزب الليكود زمام الحكم للمرة الأولى منذ قيام كيان اسرائيل في العام 1948، وفي عام 1977 حدد رئيس الوزراء الإسرائيلي مناحيم بيغن سقف التنازلات الإسرائيلية للفلسطينيين من خلال منح الفلسطينيين في الأراضي المحتلة حكماً ذاتياً تحت السيادة الإسرائيلية. وفي 19 من نوفمبر ذات العام زار الرئيس المصري أنور السادات القدس بطائرة رئاسية مصرية حطت في مطار بن غوريون وأعلن في الكنيست الإسرائيلي فتح صفحة جديدة في الصراع العربي الإسرائيلي المتمثل في القبول باسرائيل دولة مقامة على الأراضي الفلسطينية تعترف بها مصر ووضع نهاية للحرب معها، ولم يذكر أبداً منظمة التحرير أمام الكنيست بل تحدث عن حقوق الشعب الفلسطيني بشكل عام. وهذا دعا القيادة الفلسطينية لعقد مؤتمر لبحث التطورات الجارية في أعقاب زيارة السادات للقدس.

## توقفها عن العمل
ضاقت السلطات الإسرائيلية باستمرار نشاط اللجنة وبإعترافها الدائم بمنظمة التحرير الفلسطينية ممثلاُ شرعياً وحيداً للشعب الفلسطيني في الداخل والخارج دون منازع، فأصدرت قراراً بمنع نشاطها كلياً في عام 1980 وأبعدت بعض أعضاءها وفرضت الإقامة الجبرية على أربعة أعضاء أخرين ونزعت صلاحيات مهمة من مجلس البلديات كعقوبة لها.

## أبرز قادتها
- بسام الشكعة
- حلمي حنون
- سميحة خليل
- كريم خلف
- محمد ملحم
- إبراهيم الدقاق